# Veliki Podlog
Veliki Podlog – wieś w Słowenii, w gminie Krško. W 2018 roku liczyła 259 mieszkańców.